# Église Saint-Luc de Montferrer
Pour les articles homonymes, voir église Saint-Luc.
L'église Saint-Luc de Montferrer est une église romane à Montferrer, dans le département français des Pyrénées-Orientales. Elle se trouve dans le cimetière du village, juste à côté de l'église Sainte-Marie de Montferrer.